# Staatliche Georgische Universität für subtropische Landwirtschaft
Die Staatliche Georgische Universität für subtropische Landwirtschaft (ru: Грузинский государственный университет субтропического хозяйства; en: Georgian State University of Subtropical Agriculture (GSSAU)) ist eine 1952 gegründete Universität in Kutaissi, der Hauptstadt der Region Imeretien.
1952 wurde die Hochschule als Institut für Agrokultur in Kutaissi gegründet. 1959 wurde die Hochschule als Georgian Subtropical Agricultural Institute (GSAI) nach Sochumi verlegt. Nach dem Krieg in Abchasien 1992–1993 wurde die Hochschule wieder nach Kutaissi verlegt. 2002 erfolgte die staatliche Anerkennung als Georgian State University of Subtropical Agriculture (GSSAU).

## Fakultäten
- Subtropische Landwirtschaft, Ökonomie und Tourismus
- Mechanisierung von subtropischen Kulturen und Technologien